# François Bourricaud
François Bourricaud (1922-1991) est un sociologue français.

## Biographie
Il est spécialiste en France de Talcott Parsons et de l'Amérique latine. D'obédience libérale, il est très critique à l'encontre des travaux de Pierre Bourdieu. Il a notamment élaboré le concept de l'acteur rationnel en collaboration avec Raymond Boudon.
En 1952, il s'installe pour un an dans la petite ville de Puno au Pérou sur les bords du lac Titicaca pour y étudier la vie des autochtones.

## Œuvres
- Éléments de sociologie de l'action, 1955.
- Esquisse pour une théorie de l'autorité, 1961.
- Changements à Puno. Étude de sociologie andine. Paris, Travaux et mémoires de l'Institut des Hautes-Études de l'Amérique Latine, IX, 1962.
- Pouvoir et société au Pérou, 1967.
- L'individualisme institutionnel essai sur la sociologie de Talcott Parsons, 1977.
- Le bricolage Idéologique, 1981.

- Prix Bordin de l’Académie française
- Dictionnaire critique de la sociologie (avec Raymond Boudon), Paris, PUF, 1982.
- Le retour de la droite, Paris, Calmann-Lévy, 1986.